# Message/Call my name
〈Message/Call my name〉는 대한민국 여자 가수 보아가 일본에서 발매하는 35번째 싱글이다. CD반과 CD+DVD반(한정판, 통상반), 그리고 SOUL(보아의 일본 정식 팬클럽) 숍 한정반 Type A/B 4가지 버전으로 발매된다. 이 싱글은 일본에서 2013년 10월 23일 발매되었다.

## 설명
- 2006년 발매되었던 <KEY OF HEART/DOTCH>이후 처음 발매된 더블 A면 싱글이다.
- 타이틀곡인 'Message'의 뮤직비디오는 BoA의 친오빠인 권순욱 감독의 작품이며, 한국배우인 송재림이 출연하였다.
- 초회한정반에는 2형태 연동 특전 스페셜 DVD인 'Message ~ Limited Making'을 받을 수 있는 응모엽서가 들어있었다.

## 수록곡
CD
1. Massage (3:03)
  - 작사 : Kanata Okajima / 작곡 : Erik Lidbom, Andreas Oberg
  - BeeTV「声感☆ラブメッセージ」주제가
2. Call my name (3:42)
  - 작사：Sara Sakurai　작곡：Nermin Harambasic, Anne Judith Wik, Ronny Svendsen, Various Artists
3. Massage INST (3:03)
4. Call my name INST (3:42)

DVD
1. Massage Music Video
2. Massage Making Clip

## 차트
| 차트                    | 최고순위 | 판매량 | 주차 |
| ----------------------- | -------- | ------ | ---- |
| 오리콘 위클리 싱글 차트 | 13       |        | 3    |